# Paladini (famiglia)
I Paladini (talvolta anche Paladin, Palladini o Paladino) sono una famiglia italiana di origini aristocratiche vissuta prima a Teramo e poi a Lecce. Ulteriori diramazioni, la cui comune agnazione è però solo supposta, sono attestate nel Sud Italia (in particolare, in Calabria, Eboli, Taormina) e nella Dalmazia (Lesina, Traù). Nell'ambito di famiglie nobili o notabili, altri nuclei Paladini sono storicamente documentati a Chigiano (frazione di San Severino Marche), a Lucca, a Forlì, a Casirate d'Adda.

## Storia
La famiglia Paladini, secondo la leggenda, ebbe per capostipite Ponzio de Baladuno (Baladunum era una località del Vivarese, oggi nota come Balazuc): questi fu commilitone del conte di Tolosa alla prima crociata e morì nel 1099 nell'assedio di Tell Arqa. Il primo riferimento storico in Italia Meridionale è una copia di un privilegio del 1271, conservato nell'Archivio di Stato di Lecce, nel quale Carlo I d'Angiò concede a un Roberto Paladini alcune terre in Aprutium col titolo di barone (Leognano, frazione di Montorio al Vomano, Cotignano, possibile frazione di Cortino, Sant' Angelo, forse l'attuale contrada di Colonnella, Leonessa). E nel XIV secolo la famiglia Paladini divenne insieme a quelle dei Melatino e dei De Valle una delle più notabili di Teramo (intorno al 1380 un Cola Paladini risulta tra i plenipotenziari della città).

Agli inizi del Quattrocento, in seguito alle sanguinose lotte fra fazioni rivali, i fratelli Berardo e Tommaso Paladini, figli di Giovanni di Cola, abbandonarono Teramo e si rifugiarono in Terra d'Otranto.
Berardo, capostipite del ramo di Lecce, ottenne nel 1436 dalla contessa Maria d'Enghien, già moglie del re di Napoli Ladislao, la baronia di Lizzanello e Melendugno. Un suo nipote di un ramo secondario, Luigi, nel 1488 ebbe da re Ferdinando la baronia di Salice e Guagnano, mentre il figlio di questi, Ferrante, acquisì nel 1522 anche il feudo di Campi.
L'altro fratello esule da Teramo, Tommaso, nel 1430 era capitano di Nardò e successivamente si trasferì sull'isola di Lesina, dove è probabile già risiedesse un altro ramo della famiglia, imparentata con il ramo teramano. Un Benedetto Paladini che da Lesina si trasferì a Cipro dette vita al ramo dei Benedetti di Cipro, che nel corso del XVI secolo divennero baroni di San Sozomeno, Trikomo e Peristerona.

Sempre in Dalmazia, a Traù, fiorì nel Seicento un'altra famiglia Paladini, imparentata con l'influente famiglia tragurina dei De Andreis, ma allo stato attuale non è ipotizzabile una comune agnazione con il ramo lesignano, anche per l'evidente diversità dell'arme di famiglia.

## Blasonatura
| Paladini di Lecce | Paladini di Lesina (Hvar)                                                                 | Paladini di Taormina                                                        | Paladini di Traù (Trogir)                                                                  | Paladini di Tropea | Paladino di Eboli                                                     |  |
| --- | ----------------------------------------------------------------------------------------- | --------------------------------------------------------------------------- | ------------------------------------------------------------------------------------------ | --- | --------------------------------------------------------------------- |  |
| |                                                                                           |                                                                             |                                                                                            | |                                                                       |  |
| Inquartato: nel 1º e 4º d'argento ad un giglio di rosso, nel 2º e 3º di rosso ad un giglio d'argento, alla croce d'oro attraversante sul tutto. | Troncato d'azzurro ad un giglio d'argento e d'argento al semivolo abbassato dello stesso. | Di rosso alla croce scorciata d'argento accantonata da quattro gigli d'oro. | Bandato d'azzurro e d'oro, le bande d'azzurro caricate di sette stelle (6) d'oro, 2, 3 e 2 | D'azzurro a tre monti al naturale movente dalla punta dello scudo e sostenente una torre di argento accostata da quattro aquile d'oro ed accompagnata in capo da tre stelle d'oro | D'azzurro alla croce d'oro, accantonata da quattro gigli dello stesso |  |

## Membri illustri

### Ramo di Teramo
Jacopo Paladini (1349-1417)
noto anche come Jacopo Palladini, fu vescovo di Monopoli, arcivescovo di Taranto, vescovo di Firenze e di Spoleto.
Berardo Paladini († 1448 ca)
noto anche come Verardo o Averardo, partecipò nel 1407 alla congiura dei Melatino che portò all'uccisione del signore di Teramo Andrea Matteo Acquaviva. Onde sfuggire alle vendette della fazione rivale, dopo il 1417 si rifugiò nel Salento, dove divenne nel 1423 vicegerente per la provincia di Terra d'Otranto e poi (1436) primo barone di Lizzanello e Melendugno.

### Ramo dalmata e cipriota
Nicolò Paladini (1419-1500 ca)
fu sopracomito della galea di Lesina negli anni dal 1471 al 1496. Nel 1475 con la sua galea affrontò e mise in fuga sette fuste turche in una baia dell'isola di Limonia, non lontano da Rodi. Per il valore dimostrato, l'8 gennaio 1476 fu investito dalla Repubblica di Venezia del rango di Cavaliere di San Marco e insignito della toga d'oro. La battaglia navale fu raffigurata a Venezia nel palazzo ducale e venne narrata in un commentariolum, scritto da un Nicolò Paladini (probabilmente un suo pronipote omonimo, studente e rettore dei giuristi all'Università di Padova nel 1533). Larga eco ebbe anche un'altra vittoriosa impresa, condotta intorno al 1477 insieme ad Antonio Lucio, padre del poeta Annibale, in risposta agli attacchi dei bogomili bosniaci nel contado di Lesina: con fuste armate a proprie spese attaccarono le vicine coste turche, lungo il litorale di Macarsca, facendo un ricco bottino di schiavi, bestiame e altri beni. Nel 1482 è impegnato nel Polesine durante la guerra di Ferrara, mentre due anni dopo è in Terra d'Otranto agli ordini del generale da màr Jacopo Marcello, che perì durante l'assedio di Gallipoli. Nell'agosto del 1495, durante la campagna in risposta alla discesa di Carlo VIII in Italia, fu per un breve periodo governatore di Polignano, che - in seguito al sacco di Monopoli da parte veneziana (30 giugno 1495) - si era data spontaneamente a Venezia. L'anno successivo, costretto da una malattia ad abbandonare la flotta, lasciò il comando della galea di Lesina al figlio Paolo. Viene ricordato anche quale committente del palazzo Paladini, sulle mura della città di Lesina. Morì dopo il mese di ottobre del 1500.
Paolo Paladini (fl. 1494-1510)
petrarchista dalmata e sopracomito, come il padre Nicolò, della galea di Lesina, è autore di un canzoniere dedicato a Federico d'Aragona con poesie in latino e italiano.
Giovanni Battista Benedetti († 1571)
discendente del lesignano Benedetto Paladini che verso la fine del Quattrocento si trasferì a Cipro, morì nella battaglia di Lepanto sopracomito della galea cipriota Speranza di Venetia.

### Ramo di Lecce
Luigi Paladini († 1510 ca)
noto anche come Luise o Aloisio, fu diplomatico, dottore di diritto e primo barone del suo casato di Salice e Guagnano (dal 1488).
Pompeo Paladini (XVI secolo)
poeta e scrittore, fu discepolo di Quinto Mario Corrado. A Lecce fu cofondatore, insieme a Scipione Ammirato, dell'Accademia dei Trasformati, nella quale assunse il nome di Cadmo. Nel 1560 si interessò alla pubblicazione a Napoli dei Sonetti del s. Berardino Rota in morte della sra. Porta Capece sua moglie con annotazioni di Scipione Ammirato, premettendovi un'elegante lettera agli accademici trasformati.
Guglielmo Paladini (1774-1840)
patriota e carbonaro italiano, combatté per la Repubblica napoletana sul Ponte della Maddalena, dove trovò la morte il fratello Pietro. Rientrato dall'esilio nel 1801, ebbe parte attiva nella vendita carbonara dei Figli di Focione e diresse a Napoli un giornale, Il Censore. Nel 1820, durante il governo costituzionalista, fu arrestato con l'accusa di aver tramato con altri complici, fra i quali il romano Giuseppe Lattanzi, una congiura per suscitare disordini ed arrestare la famiglia reale. Scagionato dal tribunale, fu però costretto nuovamente all'esilio dopo l'intervento delle potenze della Santa Alleanza e la revoca della Costituzione da parte di re Ferdinando. A Londra pubblicò il volume Progetto di un nuovo Patto Sociale per lo Regno delle due Sicilie, che fu anche tradotto in inglese nel 1827 da Thomas Jonathan Wooler. Nel giugno del 1830, in un incontro fortuito a una festa parigina, ebbe modo di rimproverare al re Francesco I per il mancato rispetto della costituzione del 1820, che pure - da reggente del Regno e principe ereditario - aveva finto di sostenere. Morì esule e povero nel 1840 a Besançon.
Cesare Paladini (1832-1894)
deputato liberale nel collegio di Tricase nell'XI legislatura. Di lui fu pubblicato il Discorso di Cesare Paladini all'Assemblea elettorale del 1º Collegio di Terra d'Otranto nel giorno 10 maggio 1886 (Lecce, Tip. Garibaldi, 1886).
Angelantonio Paladini († 1896)
fratello del precedente, fu imprenditore e politico. Sindaco di Lecce nel 1866, fondò nel 1872 nella sua villa di San Pietro in Lama una manifattura ceramica che dava lavoro a più di 150 impiegati e nella quale si fabbricavano, tra l'altro, maioliche artistiche. Fu un esperimento produttivo appassionato e progressista, in anticipo rispetto alle idee del tempo, ma durò solo fino al 1896, quando la fabbrica chiuse i battenti. Nel 1881 era stata premiata all'esposizione di Milano con la medaglia d'argento.

### Ramo di Taormina
Francesco Paladini (XVIII secolo)
fu tra il 1739 e il 1750 per quattro volte giudice della Regia Gran Corte e maestro razionale del real patrimonio. È anche ricordato quale zio materno del letterato Giovanni Di Giovanni.
Francesco Perroni Paladini (1830-1908)
garibaldino, uomo politico, giornalista e giurista, fu uno dei più ardenti promotori della sommossa del 4 aprile del 1860 a Palermo. Direttore del periodico La Campana della Gangia, fu eletto alla Camera nel collegio di Cefalù.

### Ramo di Calabria
Pietro Paladino (XVII secolo)
letterato e umanista di Maida che nel XVII secolo fondò nella sua città l'accademia letteraria degl'Inquieti, fiorente fino alla guerra di successione spagnola. La maggior parte della sua produzione è andata perduta.
Pietro Palladino (XVII secolo)
originario di Maida, fu capitano di ventura e campione di balestra. In seguito alle ferite riportate in una battaglia presso Maddaloni, si rifugiò a Grottolella, dove divenne armiere di Alessandro Macedonio, feudatario del luogo. Ivi, all'interno del Castello Macedonio, realizzò un'armeria specializzata nella costruzione di balestre.
Santi Paladino (1902-1981)
eclettico giornalista e scrittore di Scilla, ipotizzò per primo, nel 1927, che la paternità delle opere di Shakespeare fosse da ricondurre a Michelangelo Florio. Nel 1944 fondò, insieme a Corrado Gini e Ugo Damiani, il Movimento Unionista Italiano.

## Edifici storici

### Dalmazia
- Lesina, Palazzo Paladini.

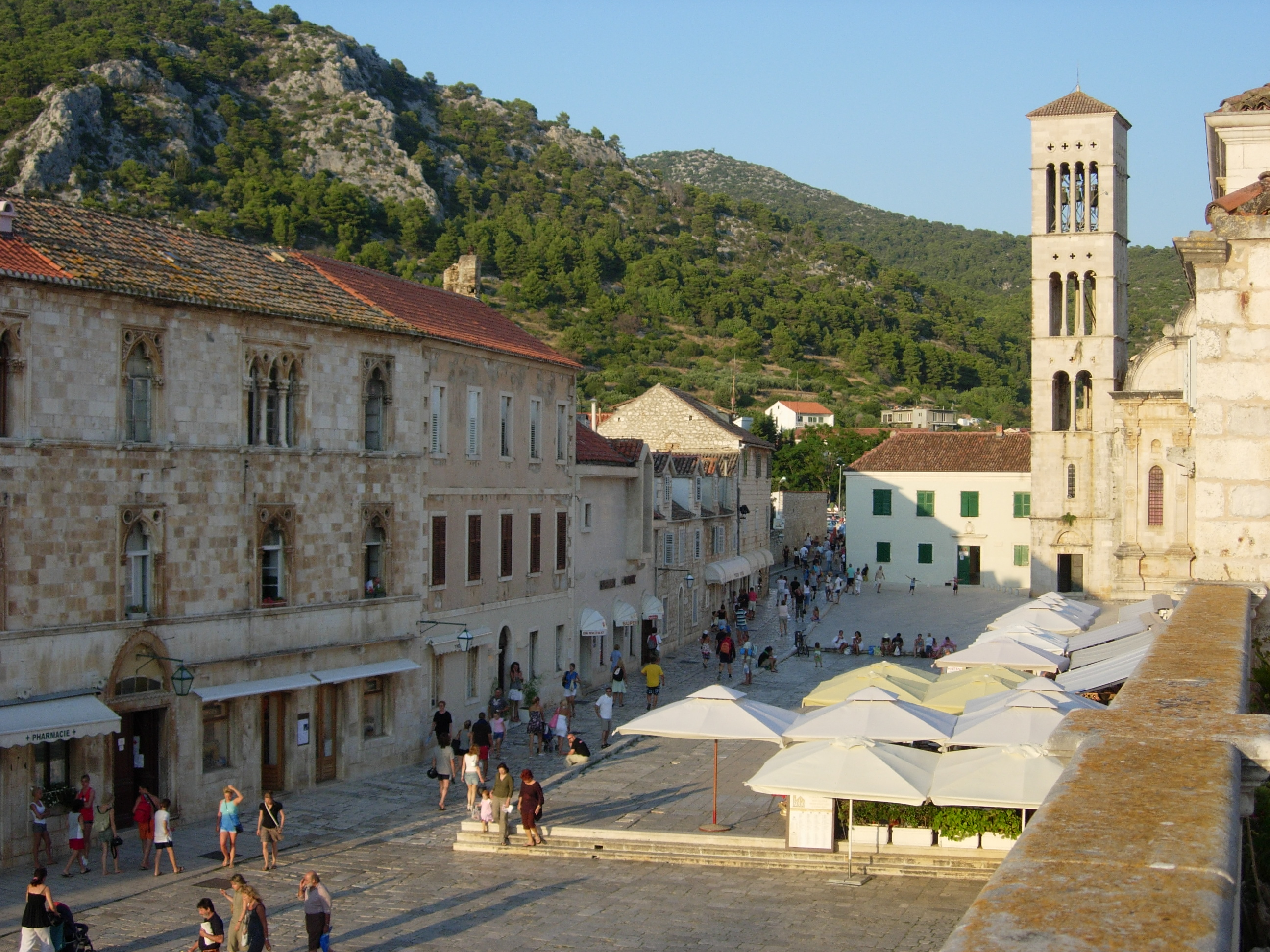
Palazzo Paladini Gazzari (sulla sinistra) nella piazza di Lesina

Edificato nel Quattrocento sopra le mura della città probabilmente dal cavaliere Nicolò Paladini, è caratterizzato da una magnifica balconata, lunga tutta la facciata, imitante le forme del palazzo ducale a Venezia. Attualmente è sede di un ristorante, e in più punti è visibile lo stemma dei Paladini di Lesina, raffigurante un giglio e un'ala d'aquila.
- Lesina, Palazzo Paladini Gazzari

Fu costruito in stile gotico-veneziano da Francesco Paladini nella prima metà del Cinquecento sulla piazza principale di Lesina, davanti all'altro palazzo Paladini, da cui lo separa un giardinetto intermedio. La sua edificazione fu oggetto di una vertenza giudiziaria da parte del poeta Pietro Ettoreo (Petar Hektoroviċ), proprietario del palazzo accanto sul lato orientale, che veniva privato della vista del porto. Nel 1870 venne radicalmente restaurato da Domenico Gazzari, pur conservandone lo stile originario. Nel 1875 vi soggiornò l'imperatore Francesco Giuseppe I d'Austria, in occasione di una visita ufficiale sull'isola.

### Puglia
- Campi Salentina, Masseria Bellisario

Casa di villeggiatura del capitano Bellisario Paladini († 1631), figlio di Nicolò dei baroni di Campi, a cui si deve anche la costruzione della Chiesa e del Monastero della Madre di Dio e San Nicolò a Lecce. Adagiato sulla fiancata occidentale della Serra del Monte d'oro, tra Campi e Trepuzzi, il fabbricato ha nei pressi una piccola cappella, com'è tipico delle residenze signorili della valle della Cupa. Successivamente adibito a masseria, ora è in stato di abbandono.
- Campi Salentina, Palazzo marchesale Paladini-Enriquez Palazzo marchesale Paladini-Enriquez a Campi Salentina

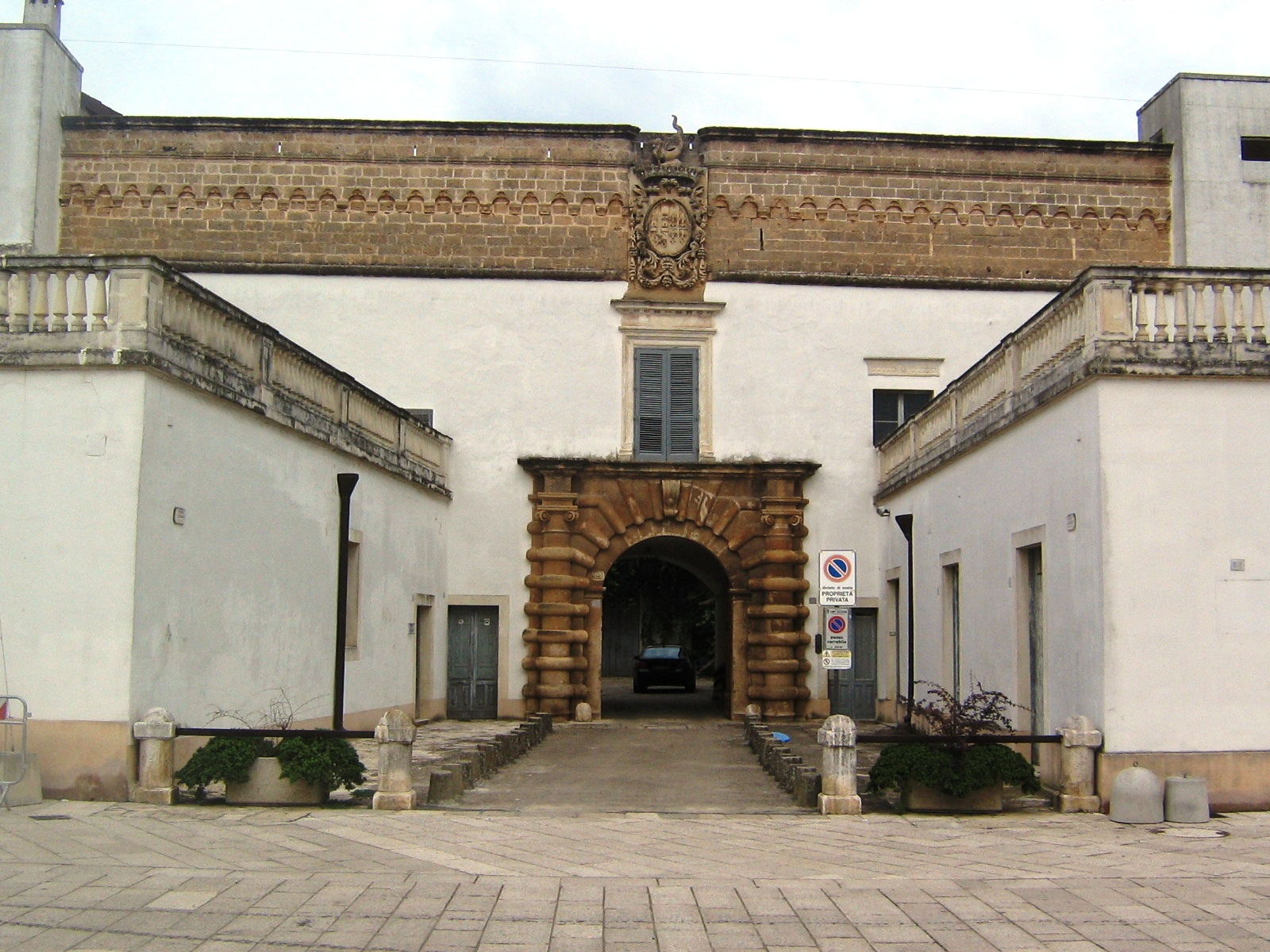
Palazzo marchesale Paladini-Enriquez a Campi Salentina

Costruito come castello, tra Quattrocento e Cinquecento fu interessato da opere di rifacimento in stile tardo-gotico e successivamente di gusto rinascimentale, ad opera dei baroni Maremonti e poi Paladini. Quando nel 1625 Maria Paladini, erede primogenita del ramo campiota della sua famiglia e vedova del barone Emilio Guarini, sposò Giovanni Enriquez, marchese di Squinzano, il castello fu trasformato in palazzo marchesale con architetture esterne e apparati interni di elegante gusto barocco.
- Lecce, chiesa della Madre di Dio

La chiesa e l'annesso convento furono costruite nel 1631 su disposizione testamentaria di Bellisario Paladini, patrizio leccese del ramo dei baroni di Campi, che volle trasformare la sua abitazione in tempio e monastero per vergini nobildonne della città, sotto la regola delle Monache carmelitane scalze. Nella chiesa vi è il busto del fondatore, vestito di corazza, e il sarcofago che ne raccoglie le spoglie.
- Lecce, chiesa ed ex conservatorio di Sant'Anna Ex conservatorio di Sant'Anna a Lecce

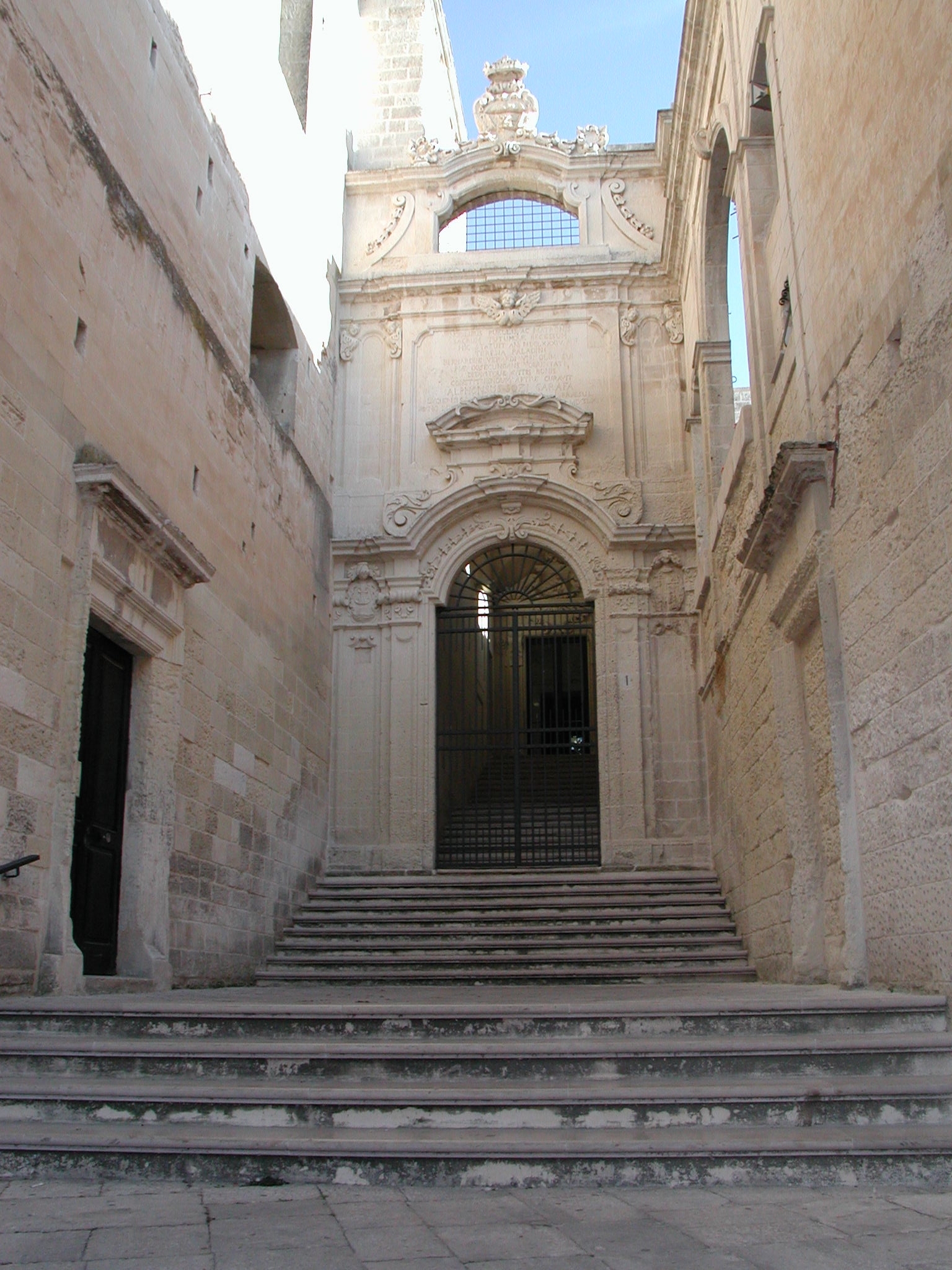
Ex conservatorio di Sant'Anna a Lecce

Fondati nel 1684 dalla nobildonna Teresa Paladini, su disposizione testamentaria del marito Bernardino Verardi, il conservatorio serviva a riunire insieme a vita ritirata, ma non monastica, le signorine nobili della città di Lecce. Nella chiesa di sant'Anna, ai lati dell'altare, sono presenti i monumenti sepolcrali dei due fondatori del complesso, Bernardino Verardi e Teresa Paladini, corredati dei rispettivi busti e stemmi di famiglia.
- Lecce, Masseria Paladini Piccoli

Il nucleo originario, databile al XVI secolo, era costituito da una torre a pianta quadrata a due piani. Nel Settecento, quando era di proprietà della famiglia Palmieri, marchesi di Martignano, fu ampiamente rimaneggiata ed adibita a residenza estiva. Alla fine del Settecento risale l'imponente torre colombaia a pianta circolare posta all'esterno del muro di recinzione, sul cui ingresso era posto lo stemma dei Guarini, parenti dei Palmieri.
- Lecce, Palazzo Paladini

È uno dei pochi palazzi leccesi dove è sicuro l'intervento dello Zimbalo, soprattutto nella splendida loggia a due archi con balaustra a transenne. Notevoli anche le mensole figurate del balcone che si sporge su via Gualtieri di Brienne.
- Lizzanello, Palazzo baronale di Lizzanello

Di origine quattrocentesca, fu edificato originariamente come castello. Modificato una prima volta nel Cinquecento, fu trasformato in residenza signorile da Giovanni Paladini nel XVII secolo.
- Melendugno, Cappella dell'Annunziata Palazzo baronale di Melendugno

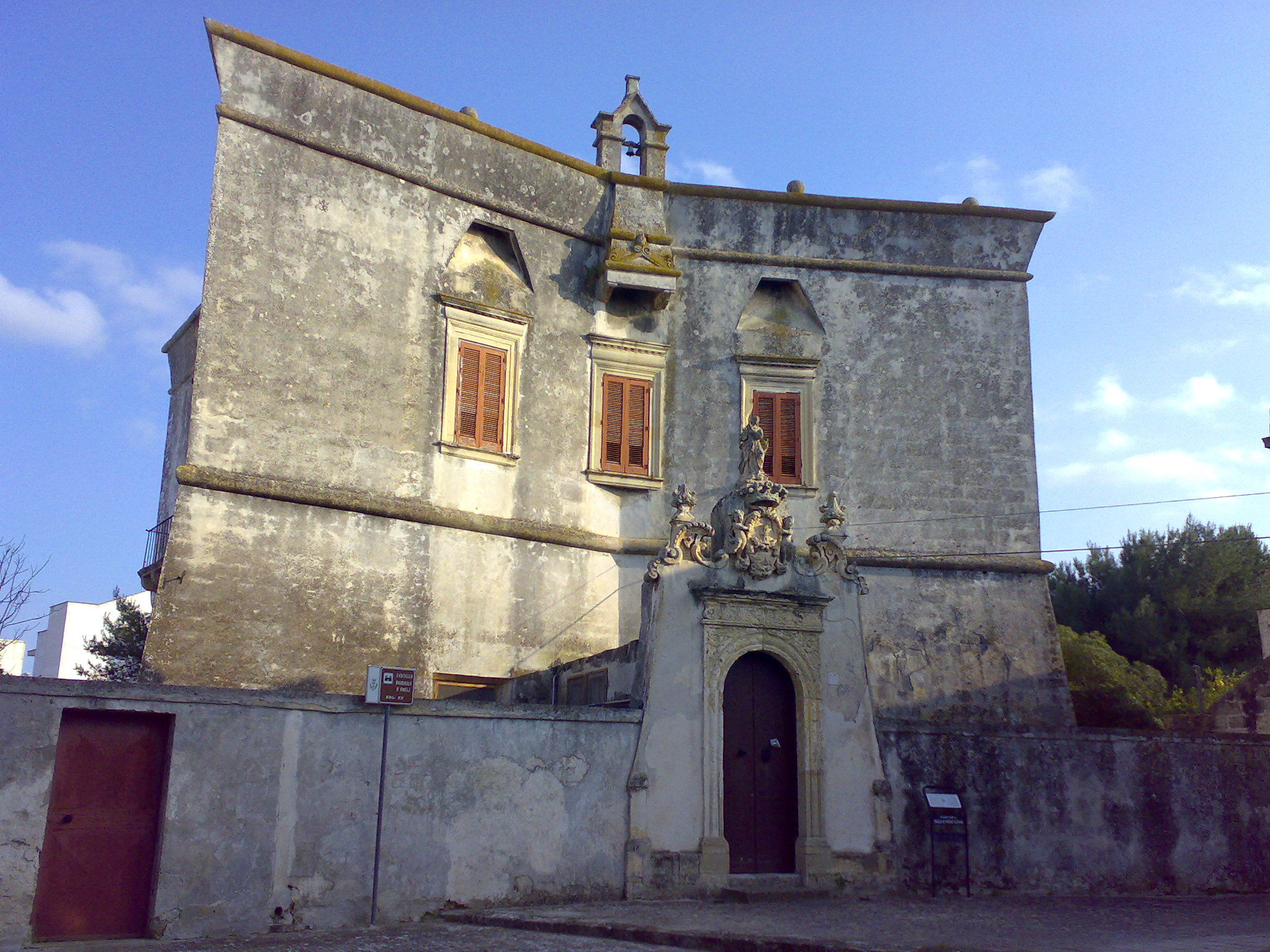
Palazzo baronale di Melendugno

Fu innalzata da Francesco Paladini, cavaliere di Malta, probabilmente nei primi decenni del Seicento. Alla fine del XVII secolo fu donata dalla famiglia Paladini, insieme a diversi beni immobili, al Monastero leccese di Santa Chiara.
- Melendugno, Castello di Melendugno

Si presenta come una grande torre poligonale, edificata su progetto dell'ingegnere militare Gian Giacomo dell'Acaya nella seconda metà del XVI secolo su commissione di Pompeo Paladini, settimo barone di Melendugno e Lizzanello. L'edificio venne poi nel tempo rimaneggiato, in particolare con l'avvento dei baroni D'Amely che tennero Melendugno dalla fine del Seicento fino all'eversione della feudalità.
- Trepuzzi, Convento di Sant'Elia

Costruito nel 1575 per volontà di Luigi Maria Paladini, barone di Campi dal 1530 al 1576, il quale volle nel suo territorio una comunità di cappuccini. Il complesso conventuale sorse su preesistenze monastiche basiliane e normanne e riprende i semplici canoni costruttivi imposti dall'ordine francescano. Soppresso nel 1811 in seguito all'ordinanza murattiana, il convento fu chiuso e incamerato dallo Stato e successivamente acquistato da privati.

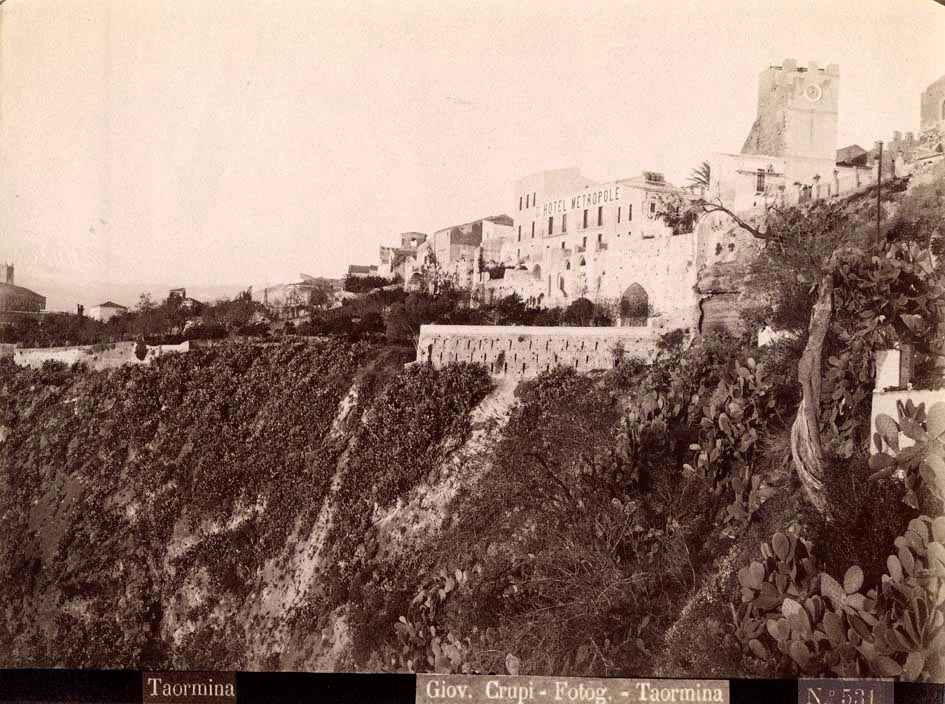
Veduta di Taormina con il palazzo Platamone Paladini

### Sicilia
- Taormina, Palazzo Platamone Paladini

Posizionato su una vetta a strapiombo sul mare e adiacente all'antica Torre dell'Orologio, il settecentesco palazzo è sede oggi dell'hotel Metropole Maison d'Hôtes. Fu la dimora del giureconsulto e archeologo Biagio de Spuches e Corvaja dei Duchi di Santo Stefano (1667-1748), che ne realizzò un museo privato, comprendente una ricca collezione di monete antiche, e lo arricchì di alcune colonne provenienti dal Teatro Greco, tuttora presenti. Per lasciti ereditari giunse poi in possesso della famiglia Platamone Paladini e nel 1876 fece parte della dote di Giacinta Paladini. Subito dopo, se ne conosce una sua destinazione come locanda "Bellevue" e poi trasformato in hotel Metropole. Nel 2007 fu radicalmente restaurato.